# Stazione di Ranshima
La stazione di Ranshima (蘭島駅?, Ranshima-eki) è una stazione ferroviaria situata nella città di Otaru, in Hokkaidō, Giappone, lungo la linea principale Hakodate della JR Hokkaido.

## Origine del nome
Il nome "Ranshima" deriverebbe dall'espressione Ainu Ran oshimak nai, che significa "fiume dietro la discesa". 
Per un solo anno, il 1904, la stazione ha portato il nome di stazione di Oshoro (忍路駅?, Oshoro-eki)

## Strutture e impianti
La stazione, situata fuori dal centro abitato di Otaru, è dotata di due marciapiedi laterali con due binari passanti in superficie. Le banchine sono collegate da una passerella sopraelevata al fabbricato viaggiatori, non presenziato, dotato di una piccola sala d'attesa.

## Movimento
Presso questa stazione fermano solamente i treni locali, oltre al servizio rapido Niseko Liner, con una frequenza media di un treno all'ora. Nella fascia oraria delle 7 del mattino, circolano due treni in direzione Otaru/Sapporo.

## Servizi
Il fabbricato viaggiatori è dotato di una piccola sala d'attesa.
- Sala d'attesa

## Interscambi
- Fermata autobus (fermata di Ranshima)